# غيرسون (لاعب كرة قدم)
غيرسون (بالبرتغالية: Gérson)؛ مواليد 11 يناير 1941 في نيتيروي، البرازيل، هو لاعب كرة قدم برازيلي دولي سابق كان يلعب كلاعب وسط. اعتزل اللعب عام 1974 مع نادي فلومينينسي. بدأ مسيرته الرياضية عام 1958 مع كانتو دو ريو. لعب خلال مسيرته 533 مباراة سجل خلالها 193 هدفاً.

## روابط خارجية
- غيرسون على موقع الاتحاد الدولي (مؤرشف)  (الإنجليزية)
- غيرسون على موقع قاعدة بيانات كرة القدم.إي يو (الإنجليزية)
- غيرسون على موقع ناشيونال فوتبول تيمز (الإنجليزية)
- غيرسون على موقع عالم كرة القدم.نت (الإنجليزية)
- غيرسون على موقع أوليمبيديا (الإنجليزية)